# Helga Adler
Helga Adler geb. Helga Obuchoff (* 21. Dezember 1943 in Praschnitz)  ist eine deutsche Frauenpolitikerin (SED/PDS/heute parteilos).

## Leben
Nach der polytechnischen Oberschule in Wernigerode und Genthin besuchte die Tochter eines SED-Kreissekretärs Helga Alder die Erweiterte Oberschule und erwarb 1962 das Abitur. Anschließend absolvierte sie bis 1963 eine Ausbildung zur Bauzeichnerin in Magdeburg. 1963 trat Adler in die SED ein. 1963 bis 1968 studierte Adler Geschichte und Kunstgeschichte an der Humboldt-Universität Berlin und erwarb 1968 das Diplom als Historikerin. Bis 1974 arbeitete Adler als wissenschaftliche Mitarbeiterin am Institut für Gesellschaftswissenschaften beim Zentralkomitee der SED in Ost-Berlin.  1974 und 1975 sowie von 1978 bis 1990 war Adler wissenschaftliche Mitarbeiterin am Institut für Internationale Politik und Wirtschaft in Ost-Berlin. 1975 bis 1978 war Adler wissenschaftliche Mitarbeiterin am Internationalen Institut für Frieden in Wien. 1979 wurde Adler nach Arbeiten über soziale und demokratische Bewegungen sowie über die Friedensbewegung in Westeuropa und den USA am Institut für Internationale Politik und Wirtschaft promoviert.
Im Februar und März 1991 war Adler Pressesprecherin des Parteivorstandes der PDS und von März 1990 bis November 1991 Mitglied des Präsidiums des Parteivorstandes der PDS und Leiterin der Kommission Ausländerpolitik, Interessengruppen und Arbeitsgemeinschaften. Im November 1991 legte Adler alle Parteiämter nieder und trat aus der PDS aus.
Von Dezember 1991 bis Anfang 1993 war Adler wissenschaftliche Mitarbeiterin im Netzwerk Wissenschaft in Berlin. Von 1992 bis 1999 war sie Vorstandsmitglied im Bund demokratischer Wissenschaftler. Von 1993 bis 1995 war Adler wissenschaftliche Mitarbeiterin des Forschungsprojekts Frauen in der Wissenschaft an der Freien Universität Berlin. Seit 1997 ist Adler Leiterin des Frauenzentrums Paula Panke in Berlin-Pankow und seit 1999 Sprecherin des Berliner FrauenNetzwerks. 
Adler war für die Partei Die Linke von 2011 bis 2016 Mitglied der Bezirksverordnetenversammlung im Berliner Bezirk Pankow, ist aber parteilos.